# خلع سلاح هسته‌ای

نماد صلح (☮) اثر جرالد هلتم (۱۹۵۸)، نماد کمپین خلع سلاح اتمی

خلع سلاح هسته‌ای (انگلیسی: Nuclear disarmament) به کنش‌ها برای کاهش یا نابودی جنگ‌افزارهای هسته‌ای گفته می‌شود. آرمان این کنش‌ها می‌تواند وضعیت نهایی «جهان بدون جنگ‌افزار هسته‌ای» باشد که در آن، همه جنگ‌افزارهای هسته‌ای نابود شده‌اند. اصطلاح «اتم‌زدایی» نیز برای توصیف فرایندی که به خلع سلاح کامل هسته‌ای می‌انجامد، استفاده می‌شود.

## نمونه کنش‌گرها
برخی از گروه‌های خلع سلاح هسته‌ای صلح سبز، شهرداران صلح و کمپین بین‌المللی برای نابودی جنگ‌افزارهای هسته‌ای هستند.

## تظاهرات
تظاهرات و اعتراض‌های بسیاری در راستای جنبش ضد هسته‌ای برگزار شده‌است. در ۱۲ ژوئن ۱۹۸۲ یک میلیون نفر در پارک مرکزی نیویورک علیه جنگ‌افزارهای هسته‌ای و برای پایان یافتن مسابقه تسلیحاتی جنگ سرد تظاهرات کردند که بزرگ‌ترین تظاهرات سیاسی در تاریخ ایالات متحده آمریکا است.

## پشتیبانی سیاسی
در سال‌های اخیر برخی از دولتمردان سرشناس آمریکا نیز از خلع سلاح هسته‌ای پشتیبانی کرده‌اند. افرادی چون سم نان، ویلیام پری، هنری کیسینجر و جرج پی. شولتس از دولت‌ها خواسته‌اند تا چشم‌انداز جهانی بدون جنگ‌افزارهای هسته‌ای را بپذیرند و در ستون‌های نظرات مخالفان، برنامه‌های بلندپروازانه‌ای برای برداشتن قدم‌هایی فوری برای پایان دادن به این بحران، ارائه داده‌اند. این چهار نفر، «پروژه ایمنی اتمی» را برای این هدف، ایجاد کرده‌اند. سازمان‌هایی نظیر گلوبال زیرو، که سازمانی غیرحزبی و بین‌المللی است نیز شکل گرفته‌اند که با گرد هم آوردن ۳۰۰ رهبر جهان، برای خلع سلاح اتمی تلاش کنند.

## دیدگاه‌ها
طرفداران خلع سلاح هسته‌ای معتقدند این کار، احتمال جنگ هسته‌ای را به‌خصوص جنگی تصادفی را کاهش می‌دهد. در مقابل، منتقدان خلع سلاح هسته‌ای بر این گمانند که این کار، بازدارندگی را تضعیف می‌کند.

## واژه‌ها
1. ↑  Denuclearization